# Germania (personifikacja)

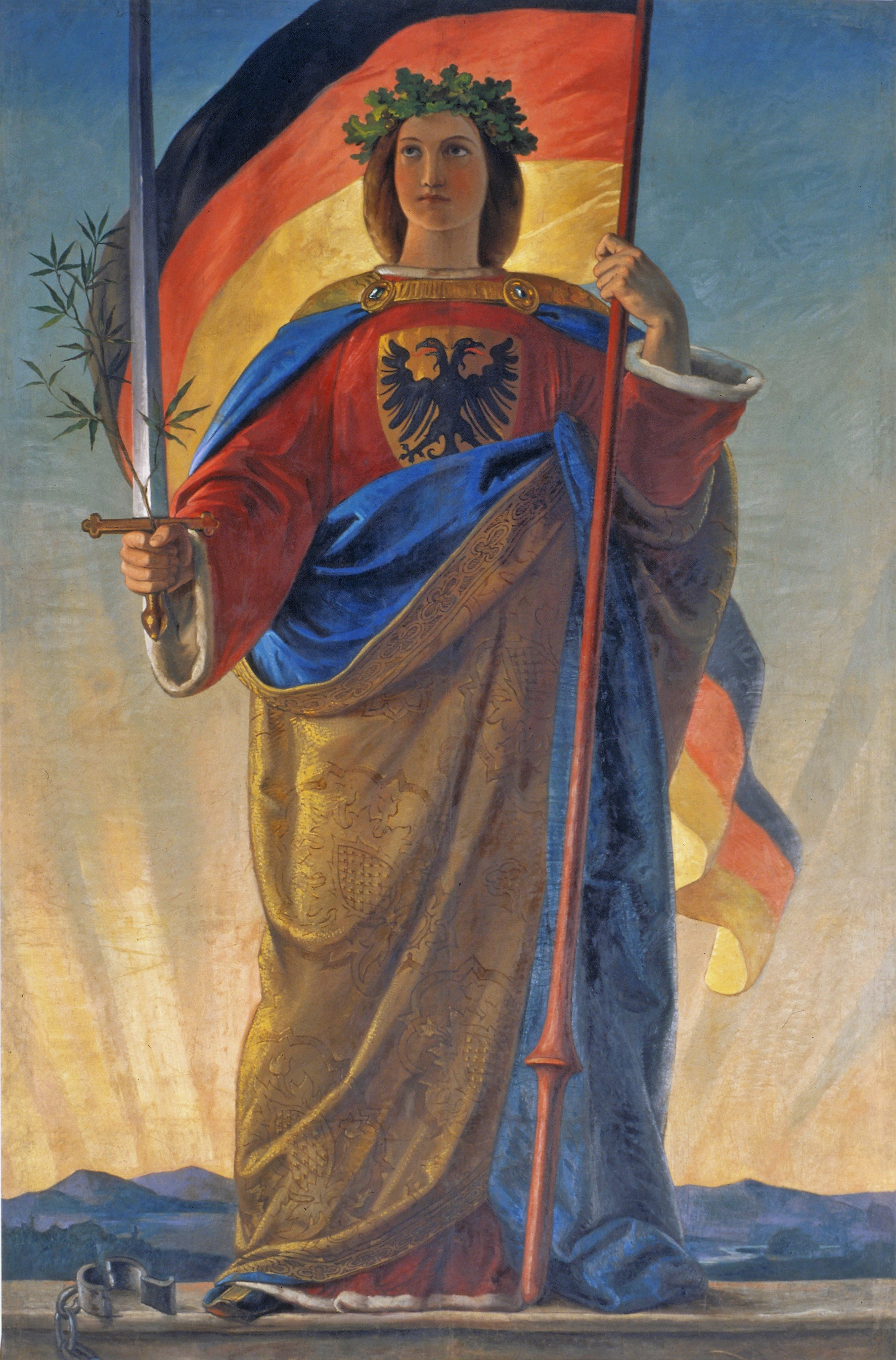
Germania, Philipp Veit, obraz z kościoła św. Pawła we Frankfurcie nad Menem, 1848, Germanisches Nationalmuseum w Norymberdze

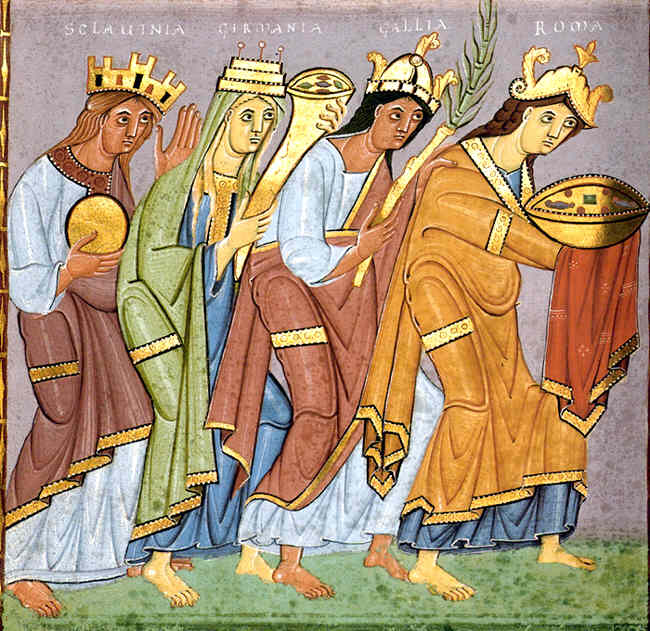
Personifikacja czterech krajów: Sclavinii, Germanii, Galii i Romy, składające hołd cesarzowi na karcie Ewangeliarza Ottona III, ok. 1000 rok

Germania – personifikacja Niemiec i całego narodu niemieckiego, utożsamiana głównie z czasami rzymskimi, popularna w epoce Wiosny Ludów w XIX w. w okresie powstawania Niemiec i w późniejszym Cesarstwie Niemieckim.
W sztuce Germania jest przedstawiana jako wysoka kobieta z włosami koloru ciemny blond, ubrana w zbroję, z Koroną Rzeszy na głowie (po 1871 roku Koroną Cesarstwa Niemieckiego), trzymająca miecz Joyeuse i tarczę, na której czasami występuje czarny orzeł – symbol Niemiec. Na wizerunkach sprzed 1871 roku Germania widnieje z czarno-czerwono-złotą flagą Niemiec, taką jak w czasach współczesnych, natomiast po 1871 roku – z czarno-biało-czerwoną flagą Cesarstwa Niemieckiego.

## Cesarstwo Rzymskie
W starożytności, Rzymianie określali mianem Germanii obszary położone na wschód od Renu i na północ od Dunaju zamieszkane przez Germanów, gdzie w końcu I w. n.e. na lewym brzegu Renu utworzono dwie prowincje: Germania Superior (Germanię Górną) i Germania Inferior (Germanię Dolną). W tym okresie pojawiły się personifikacje prowincji Germanii na monetach i reliefach.
Na monetach Germania była przedstawiana jako zniewolona kobieta w żałobie symbolizując poddanie Rzymowi a później jako Amazonka z dzidą i obnażoną piersią symbolizując Virtus Militum (pol. męstwo) germańskich żołnierzy walczących dla Rzymu. Na monetach z okresu Trajana (53–117) Germania przedstawiana była jako tronująca na tarczy. Na denarach Hadriana (76–138) widniała już jako stojąca z dzidą i tarczą, a na monetach uzurpatora Laelianusa z 268 roku ukazana była z dzidą i flagą 30. legionu oraz podpisem Virtus Militum.

## Średniowiecze
W okresie średniowiecza Germania była przedstawiana w jednym szeregu z innymi personifikacjami jak Italia czy Galia, składając hołd cesarzowi i wręczając mu dary. W okresie ottońskim takie przedstawienia znajdują się m.in. w Registrum Gregorii (po roku 983) czy w Ewangeliarzu Ottona III.

## Renesans
W okresie renesansu, za sprawą Maksymiliana I Habsburga (1459–1519), Germania postrzegana była jako „matka Świętego Cesarstwa Rzymskiego Narodu Niemieckiego” – symbol pochodzenia i jedności włości cesarskich, a także symbol przejścia od Cesarstwa Rzymskiego do Świętego Cesarstwa Rzymskiego. Niemiecki humanista Hieronymus Gebwiler (1473–1545) opublikował w 1519 roku tekst propagandowy Libertas Gemaniae wspierający wybór wnuka Maksymiliana I Karola (1500–1558) na cesarza. W tekście tym przywołał „słynną Germanię” jako „najbardziej płodną” matkę, która wydała na świat Marsowi – rzymskiemu bogu wojny – licznych wielkich książąt i hrabiów. Z nich też powinna wybrać nowego cesarza, a nie stawiać na zagranicznego konia, który nie pochodzi z krwi niemieckiej, i który jako cesarz zredukowałby Germanię do służebnej.
Do mężnej Germanii odwoływano się w okresie kryzysów politycznych i zagrożenia wojennego, np. najazdu tureckiego czy wojen religijnych. W 1647 roku, hamburski poeta Johann Rist (1607–1667) napisał dramat alegoryczny Das Friedewünschende Teuschland, w którym zestawił przeszłość z teraźniejszością, polityczny porządek z chaosem, naród i obcych, opowiadając historię kobiecego nieposłuszeństwa. Czterech niemieckich herosów zapragnęło spotkać się z „matką Germanią”, a po zejściu z Utopii na ziemię przeżywają szok kulturowy – z trudnością rozpoznają „stare dobre Niemcy”, które zapamiętali. W pamięci mieli obraz Germanii jako szanowanej matrony, zasiadającej na tronie w kaplicy z bronią złożoną u jej stóp. Przeszłość symbolizuje porządek idealny bazujący na wartościach germańskich – „męskości” Germanów, którego personifikacją była moralnie silna Germania. Tymczasem, królowa Germania to arogancka, leniwa, impertynencka władczyni mówiąca po francusku. Wyśmiewa się ze staroświeckich herosów i zakazuje im wstępu do pałacu, który stoi otworem dla rycerzy francuskich, hiszpańskich i chorwackich, którzy ja gwałcą. Wizerunek Germanii zostaje zseksualizowany a integralność jej kobiecego ciała zagrożona. Germania musi przemienić się w wojownika, by bronić swojego honoru. Germania przegrywa i zamienia się w Marię Magdalenę.

## XIX wiek

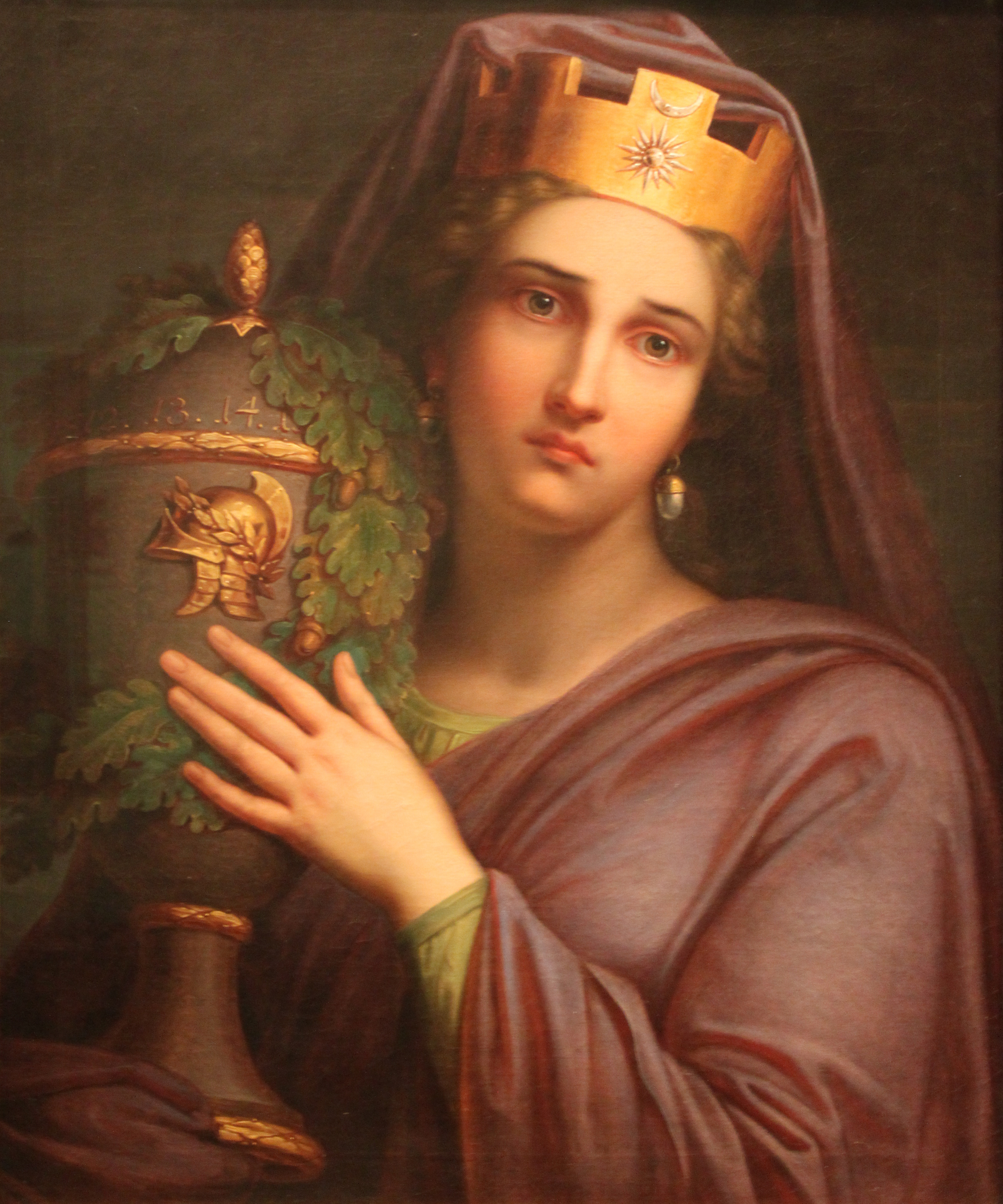
Alegoria smutku, Gerhard von Kügelgen, ok. 1815

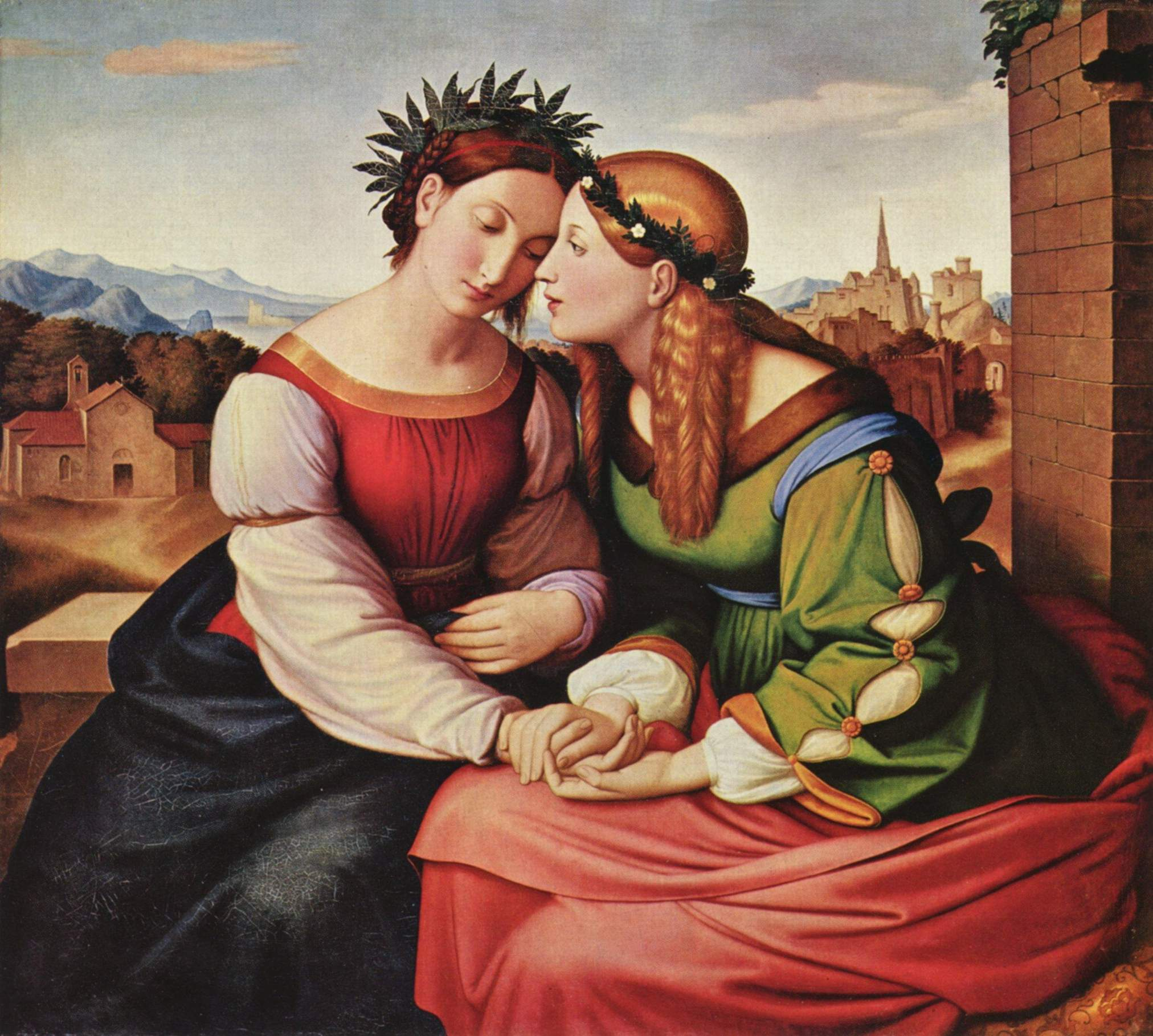
Italia i Germania, Johann Friedrich Overbeck, 1828, Nowa Pinakoteka

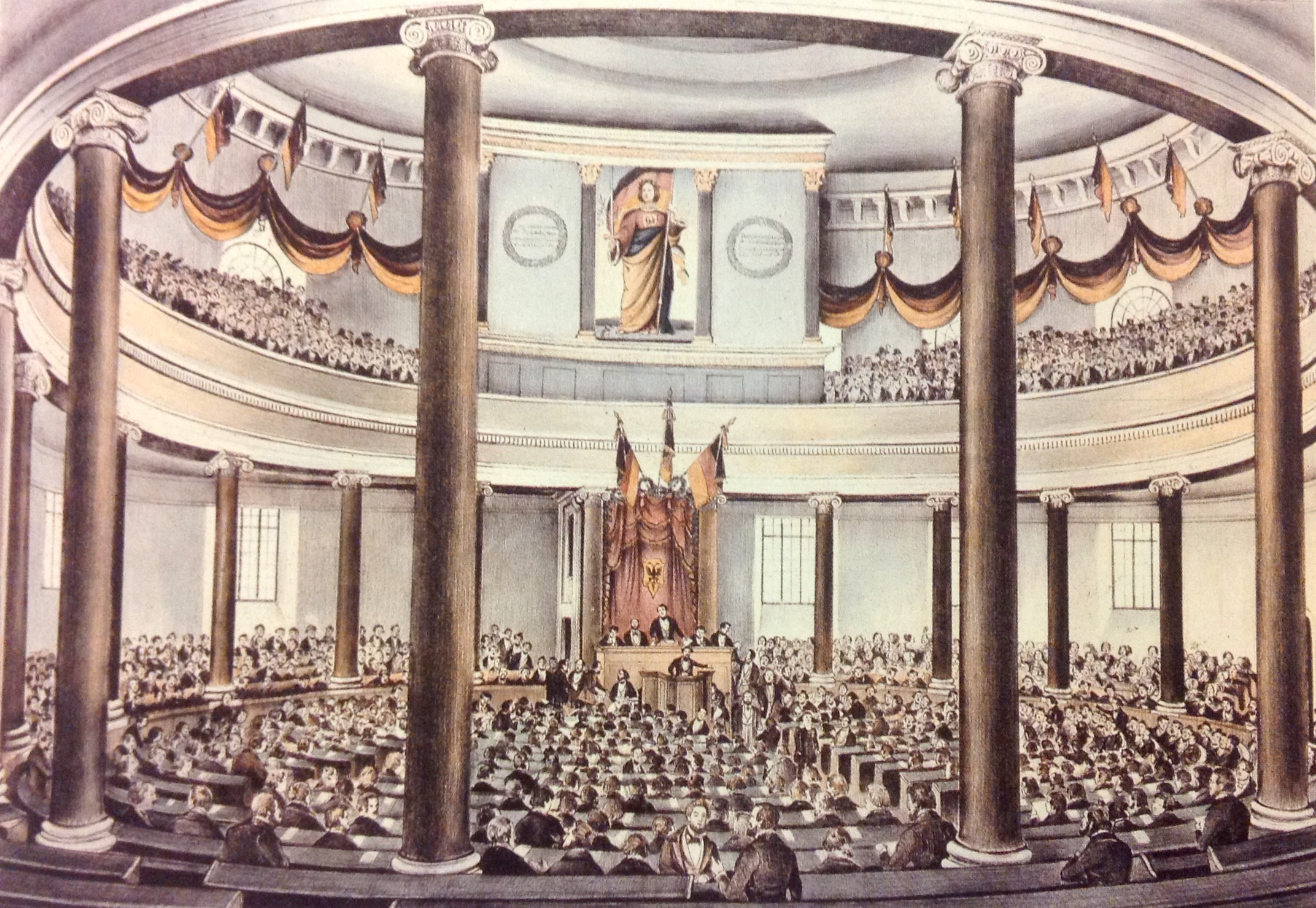
Kościół Świętego Pawła we Frankfurcie nad Menem podczas obrad parlamentu frankfurckiego – transparent z obrazem Germanii przesłania prospekt organowy

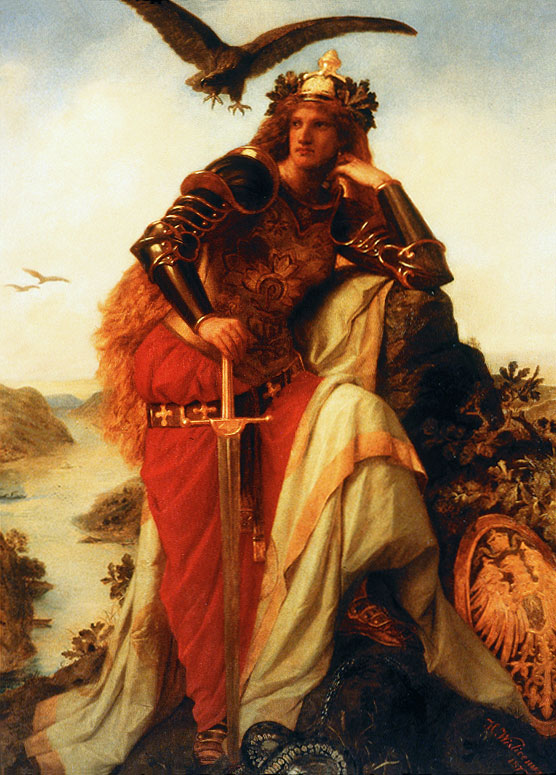
Germania auf der Wacht am Rhein, Hermann Wislicenus, 1873

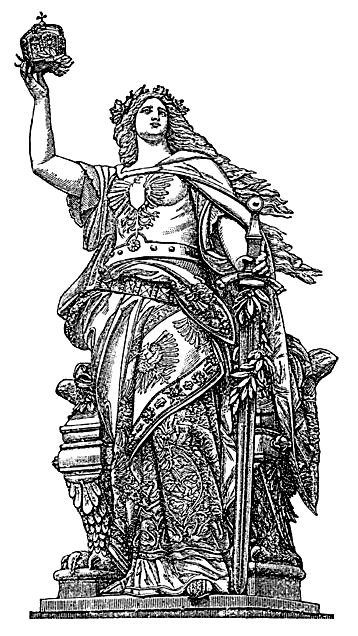
Germania, szkic Schillinga do pomnika w Niederwaldzie

Na początku XIX w. Germania zaczyna utożsamiać Matkę Naturę.
W 1809 roku Heinrich von Kleist (1777–1811) napisał odę Germania an ihre Kinder, by promować zarządzoną przez Habsburgów mobilizację przeciwko wojskom Napoleona. Wiersz został opublikowany jednak dopiero w 1813 roku podczas pruskich wojen o wyzwolenie (niem. Befreiungskriege). Germania utożsamia Matkę Naturę, świętą przestrzeń rodzinną, odnosząc się również do klasy średniej, symbolizuje unię braci równych bez względu na pochodzenie. Unia ta to historyczny i polityczny wymiar narodu. Zjednoczeni monarchowie niemieccy przedstawieni byli jako pierwsi z równych, nawiązując do ewolucyjnej, a nie rewolucyjnej jak we Francji budowy społeczeństwa narodowego. Germania Kleista nawołuje swych synów do walki z Frankami. Mężczyźni z różnych regionów i klas społecznych stają na łonie Germanii, zyskują jedność i swoimi ciałami formują zbroję Germanii. Germania zamienia się w żywioł – gromy i powódź, która zalewa przestrzeń od Alp po Nizinę Północnoniemiecką.
Dwa obrazy alegoryczne drezdeńskiego malarza Gerharda von Kügelgena (1772–1820) z ok. 1815 roku nawiązują do wizerunku Germanii – Matki Natury. Obraz Kybele przedstawia matkę Germanię w żałobie po synach-żołnierzach poległych w wojnach napoleońskich, trzymającą w ramionach urnę z prochami. Germania, ubrana w zielono-brązowe szaty, jawi się jako Matka Natura.
Obraz Germanii zaczął się później zmieniać. Germania została „odmłodzona”, z matki stała się młodą dziewicą, symbolem wolności – Freihheitsbraut, symbolizując dążenia klasy średniej do ustanowienia konstytucji dla zjednoczonego państwa niemieckiego. Germania miała inspirować do walki i obrony.

### Italia i Germania
W 1828 roku Johann Friedrich Overbeck (1789–1869) namalował obraz Italia i Germania w stylu Nazareńczyków przedstawiający Italię i Germanię jako młode kobiety siedzące razem na ławce i trzymające się z ręce – symbol przyjaźni między kulturami. Italia, siedząca po lewej stronie, przedstawiona jest z ciemnymi włosami i wieńcem laurowym na głowie na tle włoskiego krajobrazu a Germania, z prawej strony, z włosami blond, i w wianku, na tle panoramy niemieckiego miasta.

### Germania w kościele św. Pawła we Frankfurcie nad Menem
W konsekwencji Wiosny Ludów ukonstytuował się we Frankfurcie nad Menem pierwszy wybrany w wolnych wyborach parlament niemiecki – Zgromadzenie Narodowe we Frankfurcie (niem. Frankfurter Nationalversammlung). W latach 1848–1849 parlament obradował we frankfurckim kościele św. Pawła. Jego pierwsze posiedzenia miało miejsce 18 maja 1848. Z tej okazji został on udekorowany czarno-czerwono-złotymi flagami i girlandami. Przed ołtarzem i amboną, które zostały ukryte za draperią w tych samych kolorach, ustawiono stół przewodniczącego i mównicę. Powyżej, w celu zasłonięcia prospektu organowego, zawieszono transparent z wielkim obrazem Germanii.
Obraz został namalowany w marcu 1848 roku a jego autorstwo przypisywane jest frankfurckiemu malarzowi Philippowi Veitowi (1793–1877). Germania, symbolizująca formujący się naród niemiecki, ukazana jest na tle wschodzącego słońca, zwiastującego nową erę. Na pierwszym planie obrazu widnieją rozerwane żelazne łańcuchy, symbolizujące niedawno odzyskaną wolność. Germania trzyma w lewej dłoni czarno-czerwono-złotą flagę, która pojawiła się w marcu 1848 w rękach demonstrantów uczestniczących w rewolucji. Na głowie ma wieniec z liści dębu – symbol niemieckiej lojalności, stabilności i jedności narodowej, a w prawej ręce trzyma miecz Rzeszy, symbolizujący gotowość do obrony, owinięty gałązkę oliwną – symbolem zgody narodu niemieckiego. Jej pierś zdobi godło Świętego Cesarstwa Rzymskiego – dwugłowy czarny orzeł z czerwonymi językami na złotym tle.
Jeden z ówczesnych parlamentarzystów skrytykował przedstawienie Veita – według niego Germania reprezentowała niewinność, lecz pozbawiona wszelkiej siły.

### Germania na litografii Lentzego
Na początku 1849 roku demokraci rozprowadzali kartę noworoczną z litografią autorstwa Friedricha Lentzego z przedstawieniem dynamicznej Germanii walczącej, uzbrojonej w miecz archanioła Michała.

### Die Wacht am Rhein
Po austriacko-francuskiej wojnie we Włoszech w 1859 roku, Niemcy coraz bardziej obawiali się Francji. Obawa przed najazdem francuskim jednoczyła Niemców. W obliczu groźby wybuchu nowej wojny prusko-francuskiej w 1840 roku, Max Schneckenburger napisał pieśń patriotyczną Die Wacht am Rhein, która z kolei stała się inspiracją dla malarza Hermanna Wislicenusa (1825–1899) do namalowania w 1873 roku obrazu przedstawiającego uzbrojoną Germanię, siedzącą nad Renem i patrząca w stronę Francji, gotową do obrony.

### Pomnik Germanii w Niederwaldzie
Germania przestała reprezentować wolność jako Freihheitsbraut i zaczęła symbolizować zwycięstwo jako Siegesbraut. Stała się symbolem walki politycznej i udziału obywateli w walce zbrojnej.
Po wojnie francusko-pruskiej (1870–1871) i proklamacji przez Ottona von Bismarcka (1815–1898) narodowego państwa niemieckiego w 1871 roku, w Niederwaldzie stanął 32-metrowy pomnik Germanii symbolizujący zjednoczenie Niemiec i powstanie Cesarstwa Niemieckiego. Pomnik zaprojektował drezdeński rzeźbiarz Johannes Schilling (1828–1910). W uniesionej prawej dłoni Germania trzyma koronę Rzeszy, a w lewej dzierży miecz Rzeszy.
Od końca lat 80. XIX w., kobieca personifikacja narodu zaczęła być poddawana krytyce przez polityków i intelektualistów, zarzucano jej nienaturalność i argumentowano za zastąpieniem kobiecego wizerunku, wizerunkiem bohatera–mężczyzny.

## XX wiek

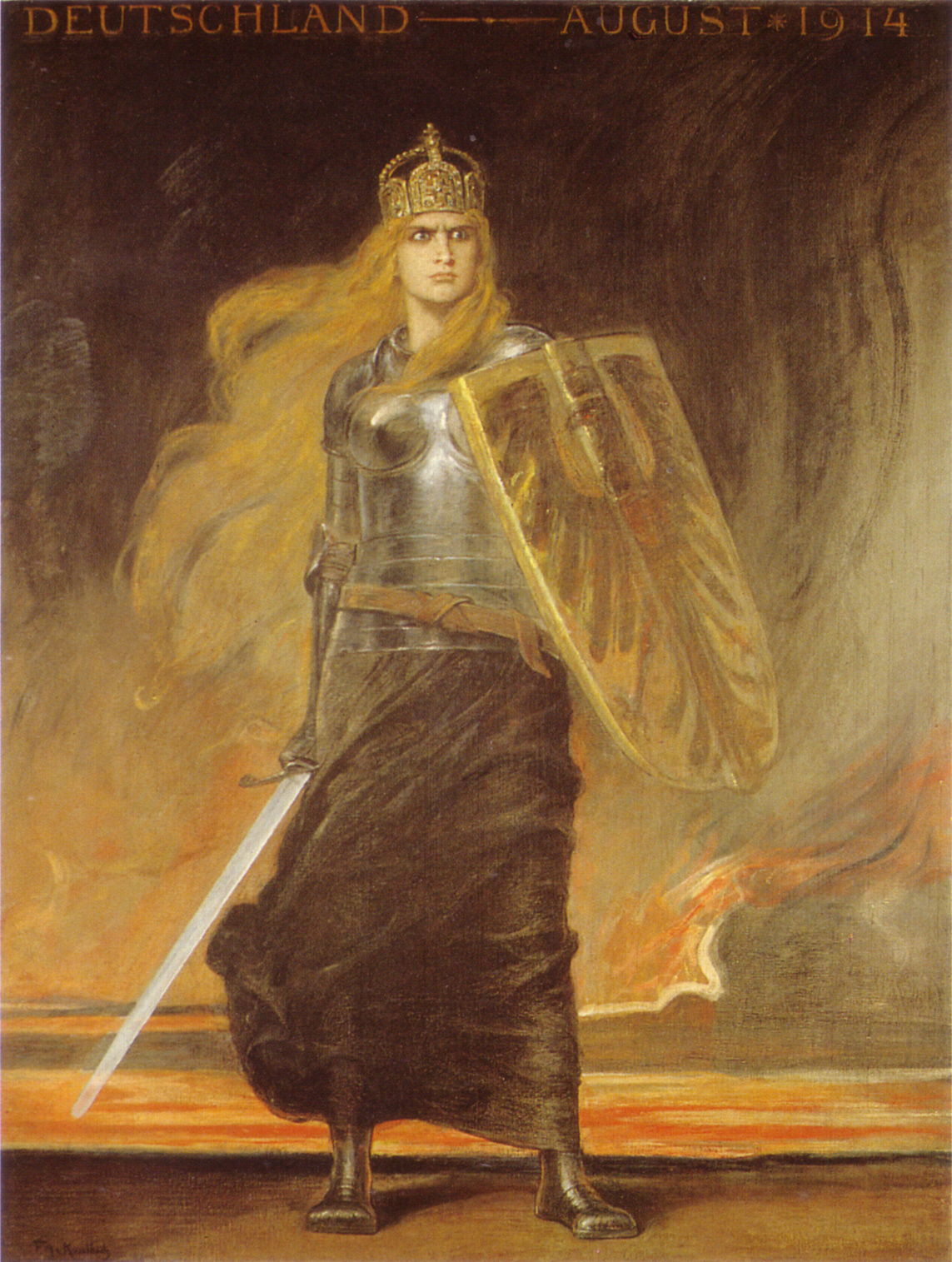
Germania, Friedrich August von Kaulbach, 1914

W 1914 roku, zaraz po wybuchu I wojny światowej, niemiecki malarz Friedrich August von Kaulbach (1850–1920) namalował obraz ukazujący Germanię gotową do obrony – odzwierciedlając panujące wówczas powszechne przekonanie o konieczności prowadzenia wojny obronnej. Germania przedstawiona jest na tle nocnego nieba z ognistą łuną symbolizują wojnę. Na głowie ma koronę cesarską w stylu ottońskim, ubrana w zbroję, w prawej ręce dzierży miecz, a w lewej tarczę – stoi w gotowości do walki.
Traktat wersalski z 1919 roku kończący I wojnę światową był krytykowany w Niemczech jako upokarzający dla narodu niemieckiego i odbierający Niemcom prawo do samostanowienia. Wiele kart pocztowych i rysunków z tego okresu przedstawiało Germanię spętaną i przywiązaną do pręgierza.